# رز موس

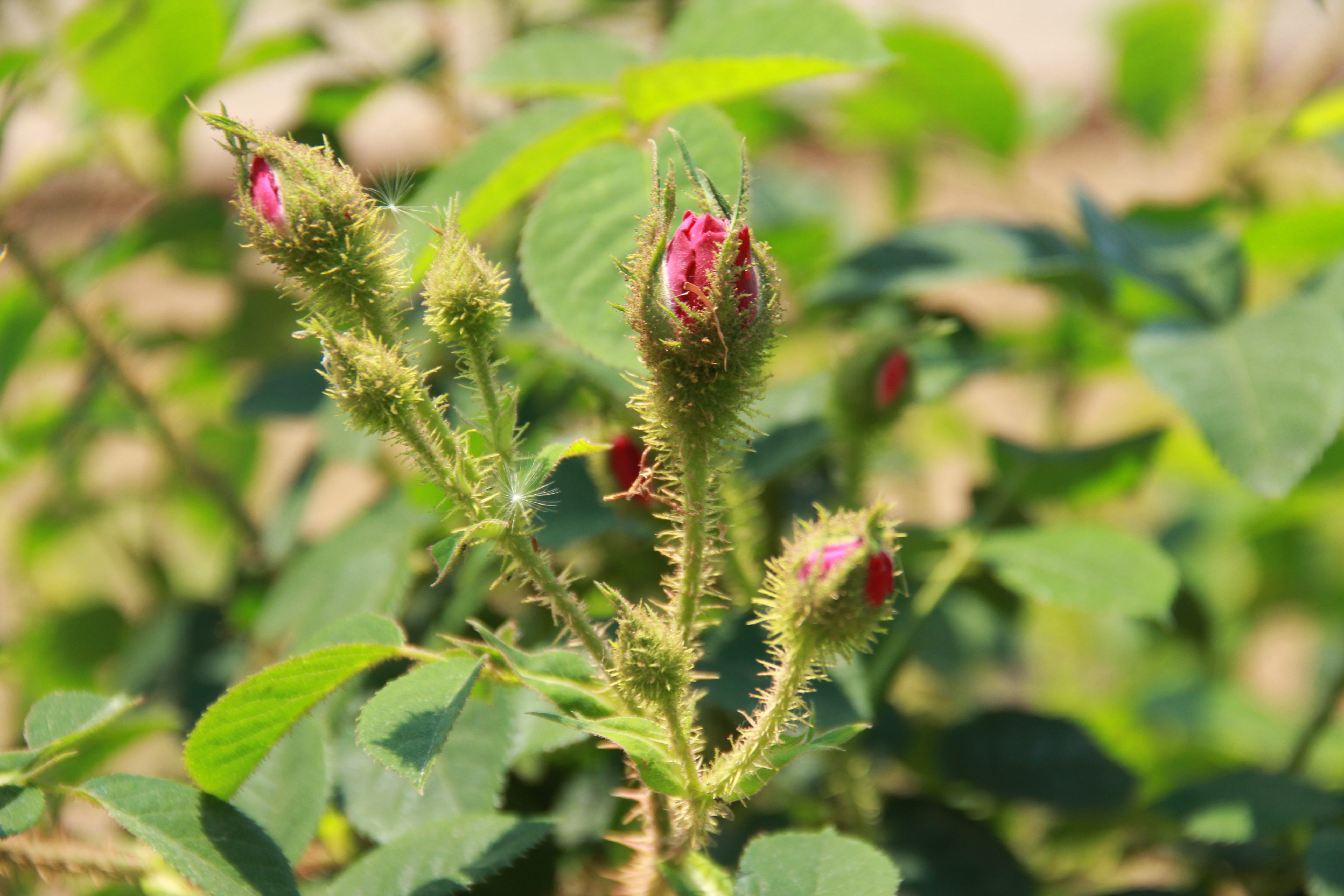
روی غنچه‌ها و ساقه‌های رز موس کاملاً با خارهایی کرک مانند پوشیده شده‌است.

رز موس (نام علمی: Rosa ×centifolia forma muscosa) علامت اختصاری M، نام یک گروه از رزهای باغی قدیمی است. موس به معنای خار است. این نامگذاری به این علت است که روی غنچه یا ساقه‌ای که به گل متصل است با خارهای بسیار کوچک کرک مانند کاملاً پوشیده می‌شود. فصل گلدهی تنها در بهار است.

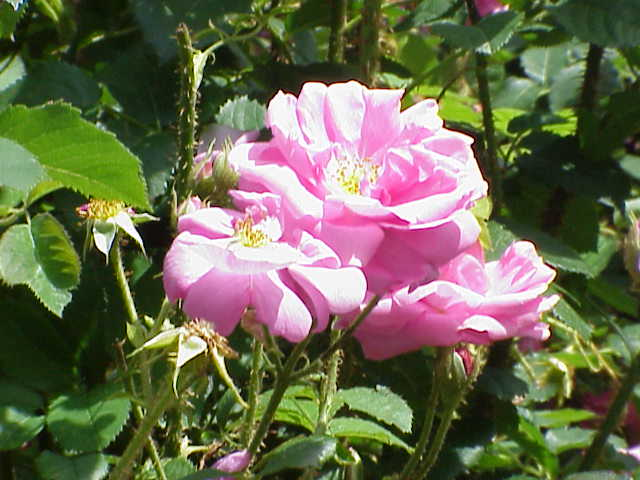
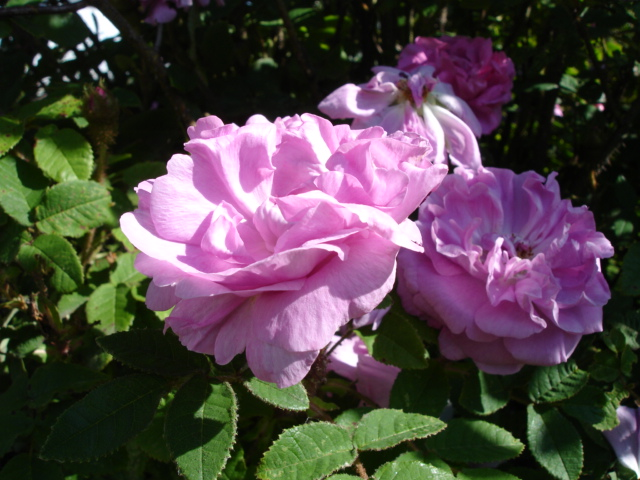
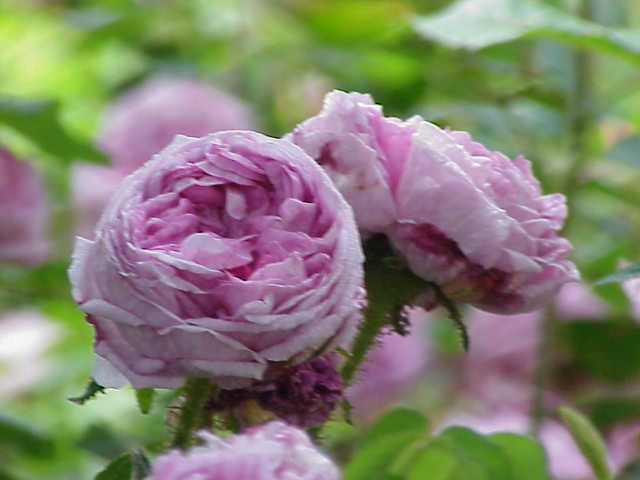
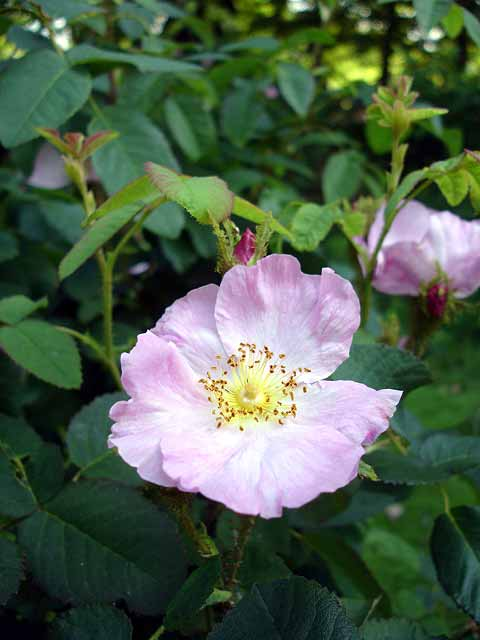